# Plautdietsch-Freunde
Die Plautdietsch-Freunde sind ein gemeinnütziger und eingetragener Verein zur Pflege, Dokumentation und Förderung der plautdietschen Sprache, Literatur und Kultur. Sitz der politisch und religiös unabhängigen Organisation ist Oerlinghausen. Die Sprache Plautdietsch ist eine westpreußische Varietät des Niederdeutschen und wird heute weltweit von ca. einer halben Million Menschen (siehe Russlandmennoniten) gesprochen. Der überregional sowie international wirkende Verein Plautdietsch-Freunde e. V. ist der zentrale Verband dieser Minderheitensprache. Vorsitzender des Vereins ist Heinrich Siemens (Bonn).

## Gründung und Ziele
Der Verein wurde 1999 auf Initiative von Peter Wiens in Oerlinghausen gegründet. Wiens war bis 2007 Vorsitzender des Vereins und Chefredakteur der Zeitschrift Plautdietsch FRIND. Zu den satzungsgemäßen Zielen und Aufgabenbereichen gehören:
- Sammeln und Präsentieren von plautdietschen Materialien (vor allem auch im Internet)
- Durchführung öffentlicher Veranstaltungen in/über Plautdietsch (Lesungen, Filmabende, Konzerte, Studienreisen, VHS-Kurse etc.)
- Herausgabe einer Vereinspublikation
- Anregung und Förderung von literarischen Produktionen, Übersetzungen und sozio-kulturellen sowie sprachwissenschaftlichen Forschungen
- Beiträge zur Entwicklung einer Grammatik und eines Lexikons für das Plautdietsche
- Beiträge zur Entwicklung und Verbreitung von Wörter- und Lesebüchern für das Plautdietsche
- Auskunft und Beratung in allen Fragen plautdietscher Sprach- und Kulturpflege
- Aufbau und Pflege von relevanten Netzwerken und Kooperationen

## Projekte und Arbeitsbereiche
Zu den ersten Projekten gehörte die Etablierung von regelmäßigen Fachtagungen, Studienreisen und Publikationen: Seit dem Jahr 2000 findet jährlich eine Plautdietsch-Tagung statt, die ein Forum sowohl für sprachwissenschaftliche als auch für allgemeine kulturelle Interessen der Sprechergruppe bildet.
2001 begann der Verein mit jährliche stattfindenden Plautdietsch-Studienreisen zu weltweit verstreut gelegenen Orten, wo die Russlandmennoniten lebten bzw. leben – mit dem Ziel, ein Netzwerk von Russlandmennoniten zwecks Pflege der eigenen Sprache aufzubauen.
Ebenfalls 2001 gründete der Verein die Zeitschrift Plautdietsch FRIND – das erste und einzige Periodikum in plautdietscher Sprache zum Zweck des Erhalts und der Dokumentation der Sprache.
Inzwischen sind einige Buch- und CD-Projekte durchgeführt worden und es finden immer häufiger Veranstaltungen in Kooperation mit verschiedenen Netzwerkpartnern statt. Zu den jährlich durchgeführten Veranstaltungen gehört das Anna-German-Festival in Kooperation mit Tatjana Klassner und der Plautdietscha Nomeddach in Kooperation mit Katharina Wedel.

## Netzwerke und Kooperationen
Die weltweit verstreute Sprechergruppe des Plautdietschen setzt sich aus unterschiedlichen (Interessen-)Gruppen zusammen, woraus sich jeweils entsprechende Kooperationen ergeben:
- Niederdeutsch: Da Plautdietsch eine Varietät des Niederdeutschen ist, suchen die Plautdietsch-Freunde auch den Kontakt zu den Niederdeutsch-Sprechern in Norddeutschland. Einige Kooperationspartner sind daher:
  - Bundesrat für Niederdeutsch, Institut für niederdeutsche Sprache, Verein für niederdeutsche Sprachforschung, …
- Mennoniten: Da die Russlandmennoniten als Sprechergruppe immer wieder auch als Teil der weltweiten Mennoniten-Gruppe gesehen werden, werden Kooperationen zu folgenden Institutionen gesucht und gepflegt:
  - Mennonite Central Committee, Mennonitische Weltkonferenz, Arbeitsgemeinschaft Mennonitischer Gemeinden in Deutschland, Bund Taufgesinnter Gemeinden, …
- Aussiedler/Russlanddeutsche: Die Plautdietsch-Sprecher in Deutschland machen rund 10 Prozent aller russlanddeutschen Spätaussiedler aus und gehören somit zu den Einwanderern in der Bundesrepublik Deutschland. In diesem Rahmen werden folgende Kontakte und Kooperationen unterhalten:
  - Landsmannschaft der Deutschen aus Russland, Beauftragter der Bundesregierung für Aussiedlerfragen und nationale Minderheiten, Landesstelle für Aussiedler, Zuwanderer und ausländische Flüchtlinge in Nordrhein-Westfalen, Literaturkreis der Deutschen aus Russland, Museum für russlanddeutsche Kulturgeschichte, …
- Minderheitensprachen: Während das Plautdietsche aus sprachwissenschaftlicher Sicht dem Niederdeutschen zuzuordnen ist, besteht aus sprachpolitischer Sicht die Problematik, dass Plautdietsch keine autochthone Regionalsprache ist, sondern faktisch eher eine Minderheitensprache. Aus diesem Grund werden Kontakte und Kooperationen auch mit den folgenden Organisationen gesucht bzw. gepflegt:
  - Europäisches Büro für Sprachminderheiten (EBLUL), Gesellschaft für bedrohte Sprachen (GBS), …